# Bankei Yotaku
Bankei Yotaku (1622-1693) a fost un celebru călugăr și gânditor japonez.

## Biografie
S-a născut în Hamada, un sat pe țărmul Mării Interioare a Japoniei, într-o familie de samurai. La vârsta de 10 ani își pierde tatăl, dar voința și sensibilitatea sa aparte l-au făcut să treacă peste acest moment dramatic. După cum era obiceiul, Bankei a fost obligat la vârsta de 11 ani să învețe texte clasice confucianiste, acest moment fiind începutul căutărilor sale religioase. Alungat din casa natală de către fratele său, Bankei a dus o viață modestă în căutarea iluminării. În anul 1638 se va călugări, primind mai întâi numele religios de Yotaku iar apoi pe cel de Bankei. În timp ce își atingea propria iluminare, după practici ascetice care l-au dus în pragul morții, Bankei a ajuns să creadă că această metodă este greșită și inutilă. O trăsătură esențială a filozofiei sale Zen este spontaneitatea, iar adoptarea oricărui set de legi, susținea el, nu este necesară, filozofia sa concentrându-se pe modul de viață cotidian pentru propagarea învățăturii sale Zen.